# Пахомова, Людмила Фёдоровна
Людмила Фёдоровна Пахомова (14 сентября 1931, посёлок Перловка, Московская область — 16 января 2016, Москва) – советский и российский экономист-востоковед, педагог, специализировавшийся на исследовании социально-экономического развития Индонезии и других стран Юго-Восточной Азии.

## Краткая биография
В 1950 году поступила в Московский институт востоковедения, но в связи с его закрытием в 1954 году была переведена в МГИМО МИД СССР, который окончила в 1955 году  по специальности страновед со знанием индонезийского и английского языков. В 1957 г. поступила в аспирантуру Института Востоковедения АН (ИВАН) СССР  и защитила кандидатскую диссертацию на тему «Национальный капитал в экономике Индонезии». С 1960 года - штатный сотрудник ИВАН.

## Творческая и научная деятельность
На раннем этапе своей профессиональной деятельности работала переводчиком-синхронистом. Неоднократно бывала в Индонезии, где переводила переговоры советских руководителей с президентом Сукарно.
Работая в Отделе стран Юго-Восточной Азии ИВАН, основное внимание в своих исследованиях уделяла различным аспектам социально-экономического и политического развития  Индонезии, включая вопросы двустороннего взаимодействия Советского Союза и Республики Индонезии по линии МВТ и ГКЭС СССР.
После перехода в Центр исследования общих проблем современного Востока Института занялась  исследованием региональных проблем Юго-Восточной Азии (от транспортной системы ЮВА до шариатского банкинга), а также вопросов социально-политического развития. В последние годы в центре ее внимания находились проблемы трансформации социально-экономических структур ряда стран АСЕАН и их модернизации.
Опубликовала около 150 научных трудов, включая четыре индивидуальных монографии. Ее исследования отличаются глубиной анализа и использованием национальных первоисточников стран ЮВА.
Активно занималась подготовкой молодых кадров-востоковедов: в течение многих лет  вела спецкурсы по Индонезии и различным проблемам ЮВА в Институте стран Азии и Африки при МГУ, преподавала профильные дисциплины в других ведущих вузах Москвы. Ее последняя монография «Модели процветания: Сингапур, Малайзия, Таиланд, Индонезия» (2007) и ряд других работ стали полезными учебными пособиями для студентов-востоковедов.

## Общественная деятельность
Большое внимание уделяла также общественной работе – в Обществе дружбы СССР (а затем России) и Индонезии, где в течение многих лет являлась заместителем Председателя, активно работала в Комитете советских женщин, была лектором во всесоюзном обществе «Знание», принимала участие в деятельности других общественных организаций.

## Основные труды

### Монографии
- Национальный капитал в экономике Индонезии. М., 1966.
- Современная буржуазия стран Юго-Восточной Азии. М.: ГРВЛ, 1987.
- Юго-Восточная Азия в планах американского империализма. М.: Общ. Знание, 1985.
- Модели процветания. (Сингапур, Малайзия, Таиланд, Индонезия»). М.: ИВ РАН, 2007.

### Главы в коллективных монографиях
- Роль государства в кредитно-банковской системе. - Государственный капитализм и социальная эволюция зарубежного Востока. М., 1980.
- Экономика, Промышленность, Финансы. - Индонезия. Справочник. М., 1983.
- Социальные аспекты государственной политики по отношению к низшим городским слоям. - Низшие городские слои и социальная эволюция стран зарубежного Востока. М., 1985.
- Банковская и финансовая буржуазия. - Имущие слои города и социальная эволюция стран Востока. М., 1988.
- Специфика классообразовательных процессов в условиях авторитарной власти. - Классы. Партии и политика в развивающихся странах Востока. М., 1988.

### Статьи
- Юго-Восточная Азия: неоднозначные подходы к глобализации. - "Азия и Африка сегодня". 2002, № 8.
- Элиты в странах Юго-Восточной Азии. - Сборник «Восточный социум». Памяти А.И.Левковского. М.: ИВ РАН, 2007.
- Установки девятого пятилетнего плана Малайзии» (2006-2010). - Сборник статей по материалам конференции «Юго-Восточная Азия в 2005 году». М., 2007.
- Расширение географических границ торгово-экономических блоков. - Российский внешнеэкономический вестник. Всероссийская Академия внешней торговли. № 2, (февраль) 2007.
- Новый этап индустриально-информационного развития Малайзии. - «Восток», 2007,  № 10, с. 304-349.
- Бруней: новые горизонты развития. - "Азия и Африка сегодня". 2006, № 2.
- Транспортная инфраструктура в Юго-Восточной Азии: модернизация и развитиею - "Вестник транспорта". 2011, № 10, с. 23-30.
- Исламский сектор в экономике стран ЮВА. - Россия и мусульманский мир. 2015, № 5, с. 119-131.